# Paulo Henrique Murtinho Couto
Paulo Henrique Murtinho Couto (Rio de Janeiro, 2 de fevereiro de 1950) é um médico brasileiro.
Graduado em medicina pela Universidade Federal do Estado do Rio de Janeiro (Unirio – 1974), com mestrado em medicina em 1979 (ortopedia e traumatologia) e doutorado em medicina em 1987 pela Universidade Federal do Rio de Janeiro.
Foi eleito membro da Academia Nacional de Medicina em 1999, ocupando a Cadeira 24, que tem Pedro Paulo Paes de Carvalho como patrono.